# مصدق (ولاية الشلف)
مصدق إحدى بلديات ولاية الشلف التابع لـ دائرة المرسى، يحدها من الشمال المرسى ومن الشرق تلعصة وتاجنة ومن الجنوب الهرانفة ومن الغرب تاوڨريت.

## تقديم البلدية
بلدية مصدق هي بلدية تابعة لدائرة المرسى يحدها شمالا بلدية تلعصة، جنوبا بلدية تاوقريت، شرقا بلدية تاجنة وغربا بلدية المرسى.
تتربع على مساحة قدرها 86 كم 2يبلغ عدد سكانها حسب  إحصائيات سنة 2008 حوالي 6309 نسمة منهم 3195 ذكور و3114 إناث متكونة من عدة مجمعات سكنية أهمها أولاد إبراهيم أولاد أحمد والزنايتية... 

## الطابع الاقتصادي
تتميز بلدية مصدق  بالطابع  الفلاحي بشقيه الزراعة وتربية المواشي وهذا نظرا لموقعها الجغرافي فهي منطقة داخلية ريفية، إذ تمثل الأراضي الفلاحية بها نسبة 80% من المساحة الإجمالية للبلدية وهي أراضي خصبة صالحة لمعظم المنتوجات الفلاحية  كالقمح بأنواعه، الأشجار المثمرة كالزيتون، التفاح، بالإضافة إلى تربية المواشي والتي يمارسها بعض الفلاحين فتعتبر البلدية قطب هام يقصده الموّالون لبيع وشراء الأغنام الماعز والأبقار. 

## الثروات الطبيعية
تزخر بلدية مصدق بثروات طبيعية هامة منها الثروات الغابية كالصنوبر، الفلين، الزيتون، الكاليتوس، العرعار، البستان، الديس، الدوم، الضّرو، التين الشوكي والفطريات هذا الغطاء النباتي الثري من شأنه أن يساعد الحيوانات على التعايش والاستقرار في المنطقة.